# Holz (Odenthal)
Holz ist ein Ortsteil in Unterodenthal in der Gemeinde Odenthal im Rheinisch-Bergischen Kreis. Er liegt auf der Höhe an der Bergstraße, die von Odenthal nach Burscheid führt.

## Geschichte
Holz war ein mittelalterlicher sogenannter Herrenhof der Grafen von Berg. In der ersten schriftlichen Erwähnung vom 22. April 1308 heißt es, dass Holz Sitz eines Hofgerichts gewesen sei. Aus dieser Urkunde geht auch hervor, dass es hier ein Lehngut gegeben hat, das Sitz des Lehnmanns Tilman von Holz war.
Aus einer erhaltenen Steuerliste von 1586 geht hervor, dass die Ortschaften Teil der Honschaft Blecher im Kirchspiel Odenthal war.
Im Burger Lagerbuch wird das Hofgericht zu Holz um 1690 näher beschrieben: es war zuständig in den Ämtern Porz, Miselohe und Bornefeld, hatte einen Hofschultheiß, sieben Schöffen und einen Boten. Ein Kellner von Schloß Burg war Lehnsverwalter. Folgenden kurmüdigen Güter gehörten zum Hofgericht: Holz, Erberich, Stragholz, Schickberg, Rölscheid (Amt Bornefeld), Eschhausen, (Amt Miselohe), Niederblecher (Steinbüchel, Amt Miselohe). Birkhahnenberg (Steinbüchel, Amt Miselohe) und Vetterhennen.
Folgende Kottgüter gehörten u. a. ebenfalls zum Hofgericht: Straßen, Erberich, Dülmen und Groneborn.
Die Topographia Ducatus Montani des Erich Philipp Ploennies, Blatt Amt Miselohe, belegt, dass der Wohnplatz 1715 als Hof kategorisiert wurde und mit Holts bezeichnet wurde.
Carl Friedrich von Wiebeking benennt die Hofschaft auf seiner Charte des Herzogthums Berg 1789 als Holtz. Aus ihr geht hervor, dass Holz zu dieser Zeit Teil von Unterodenthal in der Herrschaft Odenthal war.
Unter der französischen Verwaltung zwischen 1806 und 1813 wurde die Herrschaft aufgelöst. Holz wurde politisch der Mairie Odenthal im Kanton Bensberg zugeordnet. 1816 wandelten die Preußen die Mairie zur Bürgermeisterei Odenthal im Kreis Mülheim am Rhein.
Der Ort ist auf der Topographischen Aufnahme der Rheinlande von 1824, auf der Preußischen Uraufnahme von 1840 und ab der Preußischen Neuaufnahme von 1892 auf Messtischblättern regelmäßig als Holz verzeichnet.
| Jahr | Einwohner | Wohn- gebäude | Kategorie  |
| ---- | --------- | ------------- | ---------- |
| 1822 | 64        |               | Ackergüter |
| 1830 | 76        |               | Ackergut   |
| 1845 | 81        | 4             | Ackergüter |
| 1871 | 72        | 19            | Hofstelle  |
| 1885 | 78        | 20            | Ortschaft  |
| 1895 | 59        | 13            | Ortschaft  |
| 1905 | 61        | 15            | Ortschaft  |